# Sieben Kinder fahren aufs Land
Sieben Kinder fahren aufs Land (Originaltitel: Andre folks børn) ist ein dänischer Familienfilm in Schwarzweiß aus dem Jahr 1958 von Nic. Lichtenberg. Das Drehbuch stammt von Kirsten Bundgaard. In den Hauptrollen sind Inge Aasted, Ellen Malberg, Emil Hass Christensen und Ole Monty zu sehen. Seine Uraufführung erlebte das Werk 1958 in Dänemark. In der Bundesrepublik Deutschland hatte der Film seine Premiere am 19. Mai 1968 im Programm des Zweiten Deutschen Fernsehen (ZDF).

## Handlung
Mit einem Ferienkind will Bauer Mads Madsen seine Frau Katrine trösten, die vor einem Jahr ihr Töchterchen verloren hat. Doch ehe er sich versieht, spukt auf dem Hof ein halbes Dutzend Kinder mitsamt ihrer Kindergärtnerin herum. Es gibt ein bisschen Aufregung, als sich herausstellt, dass der kleine Lars auch noch seine Freundin Hanne mitgebracht hat, die ein Gewitter aus ihrem Zelt auf dem Hof spült, und ebenso, als Henry, der Älteste unter den Kindern, mit dem Motorrad ausreißt, weil ihn der kinderfeindliche Krämer einen Dieb geheißen hat. Doch wie das Gewitter rasch neuem Sonnenschein weicht, so herrscht am Ende auch auf dem Madsen-Hof dank der Weisheit des Knechtes Kristian eitel Freude: Katrine Madsen gewinnt in der elternlosen Hanne ein neues Töchterchen, und Alice, die Magd, erobert sich mit Hilfe der Kinder den schüchternen Kaufmannsgehilfen Søren.

## Kritiken
Eher lobend urteilt der Evangelische Film-Beobachter: „Kinderfilm aus Dänemark, der in Lesebuch-Manier ein kleines Loblied auf das Landleben singt. Die geradlinige Story vom Ferienaufenthalt auf einem Bauernhof wird ohne großen Aufwand erzählt, bietet sich aber gerade darum als Unterhaltungsstoff für Kinder ab 8 Jahren an.“ Dagegen hält der Filmdienst nicht viel von dem Streifen: „Ein weitgehend langweiliger, geschwätziger Kinderfilm über das Leben auf dem Land, dessen ohnehin dürftige Handlung durch überflüssige Gesangseinlagen gestreckt wird. – Ab 6 möglich.“